# Társadalombiztosítási azonosító jel
A Társadalombiztosítási Azonosító Jel (röviden TAJ szám) az egészségügyi, a szociális és a társadalombiztosítási és a magánnyugdíj rendszerrel kapcsolatos nyilvántartások azonosító kódja, a Magyarországon használatos személyazonosító jelek egyike.
Az univerzális, személyes azonosítószámnak szánt személyi szám általános használatát az Alkotmánybíróság 1991-es döntése a személyes adatok védelme érdekében megtiltotta, ám a költségekre hivatkozva csak 1995-ben szorították vissza a használatát. Ettől kezdve adóügyekben az adóazonosító jel, az egészségügyben a társadalombiztosítási azonosító jel (taj vagy tajszám), népesség-nyilvántartási és lakcímügyekben pedig a személyi azonosító (tehát a korábbi személyi szám) használatos. Bár ilyen módon nem azonosítható minden adatbázisban egy személy ugyanazzal az azonosítóval, ha mégis rá kell keresni egy személyre több adatbázisban, az ideiglenesen, alkalomhoz kötötten létrehozandó kapcsolati kóddal tehető csak meg.

## Jogszabályi háttér
A társadalombiztosítási azonosító jel (TAJ) használatát több magyar jogszabály is meghatározza. Az alapvető keretet a társadalombiztosításról szóló 1997. évi LXXX. törvény, valamint az egészségbiztosítás ellátásaira vonatkozó 1997. évi LXXXIII. törvény adja.  
A TAJ nyilvántartásának és kezelésének feladata a Nemzeti Egészségbiztosítási Alapkezelő (NEAK) hatáskörébe tartozik, amely biztosítja az azonosító egységes alkalmazását az egészségügyi ellátórendszerben. A szabályozás pontosan rögzíti, hogy a TAJ milyen ügyekben használható, illetve milyen esetekben nem kapcsolható más adatbázisokhoz.

## Nemzetközi kitekintés
A társadalombiztosítási azonosító jelhez hasonló rendszer más országokban is létezik, bár elnevezése és funkciója eltérhet. Az Egyesült Államokban a Social Security Number (SSN) szolgál azonosítóként a társadalombiztosítás és egyes közigazgatási ügyek során.  
Németországban a biztosítottaknak ún. Krankenversichertennummer-t adnak ki, amely az egészségbiztosítási ellátások igénybevételéhez szükséges.  
Az Európai Unióban ugyan nincs egységes egészségbiztosítási azonosító, de a tagállamok saját rendszereikben biztosítják a biztosítottak azonosítását. A határokon átnyúló egészségügyi ellátások megkönnyítésére vezették be az európai egészségbiztosítási kártyát, amely a tagállami azonosítókkal együtt használható.

## Felépítése
A személyi szám úgynevezett „beszélő szám”, azaz struktúrája van. Ezzel szemben a TAJ egyszerű sorszám egy ellenőrző kóddal. A TAJ 9 decimális számjegyből áll és SSS SSS SSK alakú.
- Az SSS SSS SS számjegyek egy folyamatosan kiadott egyszerű sorszámot képeznek, amely mindig az előző, utoljára kiadott sorszámból egy hozzáadásával keletkezik.
- A K ellenőrzési célokat szolgál (ún. CDV kód). A többi számjegyből kell képezni. Egyszerűbb hibák, elütések detektálhatók a segítségével. Ld. alább.

### Az utolsó számjegy
A K-val jelölt utolsó számjegy egy matematikai művelet eredménye. Képlettel kifejezve:
{\displaystyle k_{9}=(3k_{1}+7k_{2}+3k_{3}+7k_{4}+3k_{5}+7k_{6}+3k_{7}+7k_{8})\,{\bmod {\;}}10.}
Más szóval az első nyolc számjegyéből a páratlan helyen állókat hárommal, a páros helyen állókat héttel szorozzuk, és a szorzatokat összeadjuk. Az összeget tízzel elosztva a maradékot tekintjük a kilencedik, azaz CDV kódnak.
Az ellenőrző számjegy használatával kimutatható, ha egy számjegyet elír valaki.

## TAJ-kártya
A TAJ-számhoz fizikai igazolvány, az úgynevezett TAJ-kártya tartozik, amelyet a biztosított személyek részére állítanak ki. A kártya fehér alapszínű, rajta a tulajdonos neve és kilencjegyű TAJ-száma szerepel. A kártya bemutatása szükséges az egészségügyi ellátások igénybevételéhez, például orvosi vizsgálat, kórházi ellátás, gyógyászati segédeszköz vagy gyógyszerkiváltás során.  
Elvesztés vagy megrongálódás esetén a kártya pótlását a fővárosi és vármegyei kormányhivataloknál lehet kérelmezni, ideiglenes igazolásként pedig hatósági bizonyítvány állítható ki. Külföldi állampolgárok és átmenetileg biztosított személyek részére ideiglenes érvényességű TAJ-kártya adható ki.

## Technikai működés és ellenőrzés
A TAJ-szám ellenőrzésére beépített matematikai algoritmus (CDV-kód) szolgál, amely kiszűri az egyszerűbb elütéseket és hibás számsorokat. Az egészségügyi szolgáltatók informatikai rendszerei automatikusan vizsgálják a TAJ érvényességét, és hibás vagy nem aktív szám esetén az ellátás csak térítés ellenében vehető igénybe.  
Az Elektronikus Egészségügyi Szolgáltatási Tér (EESZT) bevezetése óta a TAJ-szám kulcsfontosságú azonosító az orvosi dokumentumok, receptek és beutalók kezelésében, így a rendszer naprakész adatokat biztosít az ellátás folytonosságához.